# 1867
1867 (MDCCCLXVII) a fost un an obișnuit al calendarului gregorian, care a început într-o zi de marți.

## Evenimente

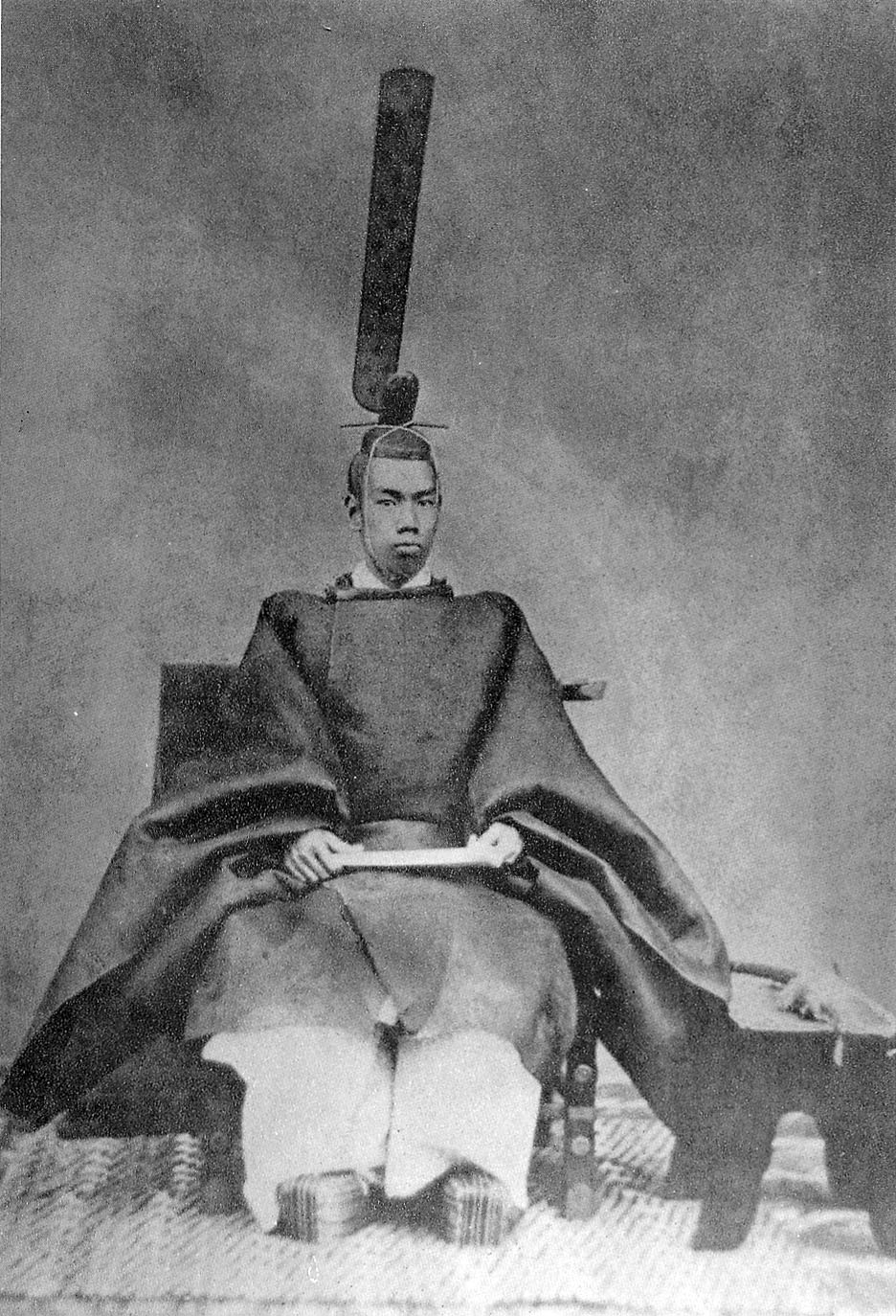
Prințul Moștenitor Mutsuhito devine împăratul Meiji al Japoniei.

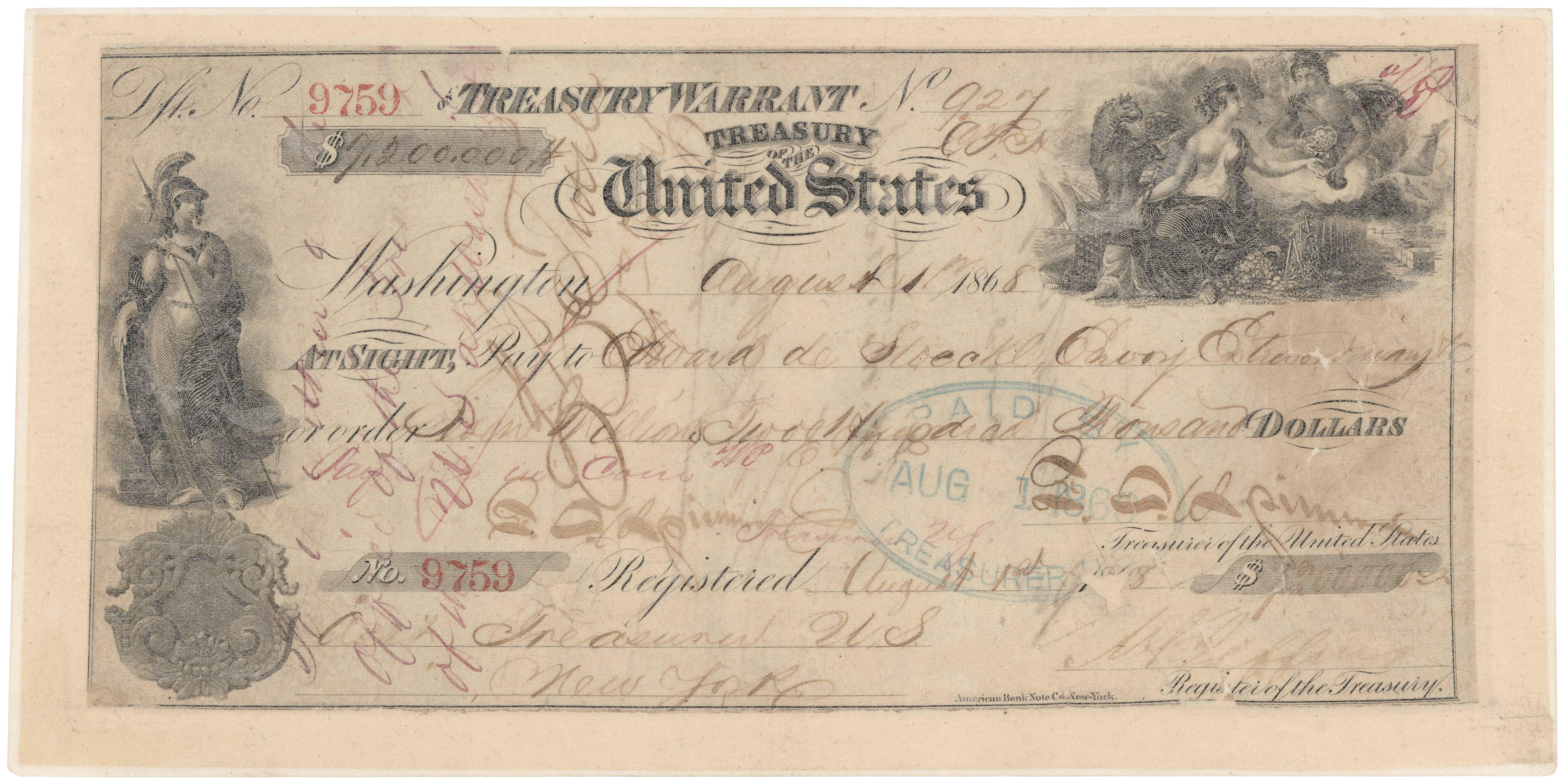
Alaska este cumpărată de la Rusia cu 7,2 milioane de dolari.

### Ianuarie
- 30 ianuarie: Împăratul Kōmei moare brusc la vârsta de 36 de ani, lăsându-l pe fiul său în vârstă de 14 ani, Prințul Moștenitor Mutsuhito, să succeadă ca următorul împărat al Japoniei.

### Februarie
- 17 februarie: Împăratul austriac, Franz Joseph I, îl numește pe Gyula Andrassy, prim-ministru maghiar, ca urmare a tratativelor privind "compromisul austro-ungar".

### Martie
- 15 martie: Guvernul maghiar, condus de Gyula Andrassy, a depus jurământ de credință față de împăratul austriac, Franz Joseph I. Începe aplicarea reglementărilor "compromisului austro-ungar".
- 23 martie: Willem al III-lea al Țărilor de Jos acceptă oferta de 5.000.000 de guldeni olandezi de la Napoleon al III-lea al Franței pentru a vinde Luxemburgul, ducând la Criza luxemburgheză.
- 30 martie: SUA au cumpărat Alaska și insulele Aleutine de la Rusia cu 7,2 milioane dolari.

### Aprilie
- 22 aprilie: Legea monetară adoptată la 22 aprilie 1867 instituia leul ca monedă națională, egal cu 100 de bani (monedă divizionară). Un leu românesc cântarea cinci grame de argint, sistemul monetar fiind bazat pe bimetalismul aur - argint.

### Mai
- 7 mai: Alfred Nobel patentează dinamita în Regatul Unit.
- 27 mai: Francisc Iosif, împăratul Austriei (1848-1916), a semnat Legea privind încorporarea Transilvaniei la Ungaria.

### Iunie
- 8 iunie: Franz Joseph al Austriei s-a încoronat la Buda ca rege al Ungariei (1867-1916), ceea ce a însemnat de facto, crearea monarhiei austro-ungare.
- 19 iunie: Are loc execuția împăratului Maximilian al Mexicului.

### Iulie
- 8 iulie: Se inaugurează primul tramvai tras de cai pe un traseu lung de 6,6 km la Timișoara. Astfel devine primul oraș al României cu tramvai.

### Septembrie
- 2 septembrie: Împăratul Meiji al Japoniei se căsătorește cu Masako Ichijō, devenind împărăteasa Shōken.

### Noiembrie
- 26 noiembrie: Cabinetul Ștefan Golescu își începe activitatea în cadrul Principatelor Unite (până la 12 mai 1868).

## Arte, științe, literatură și filozofie

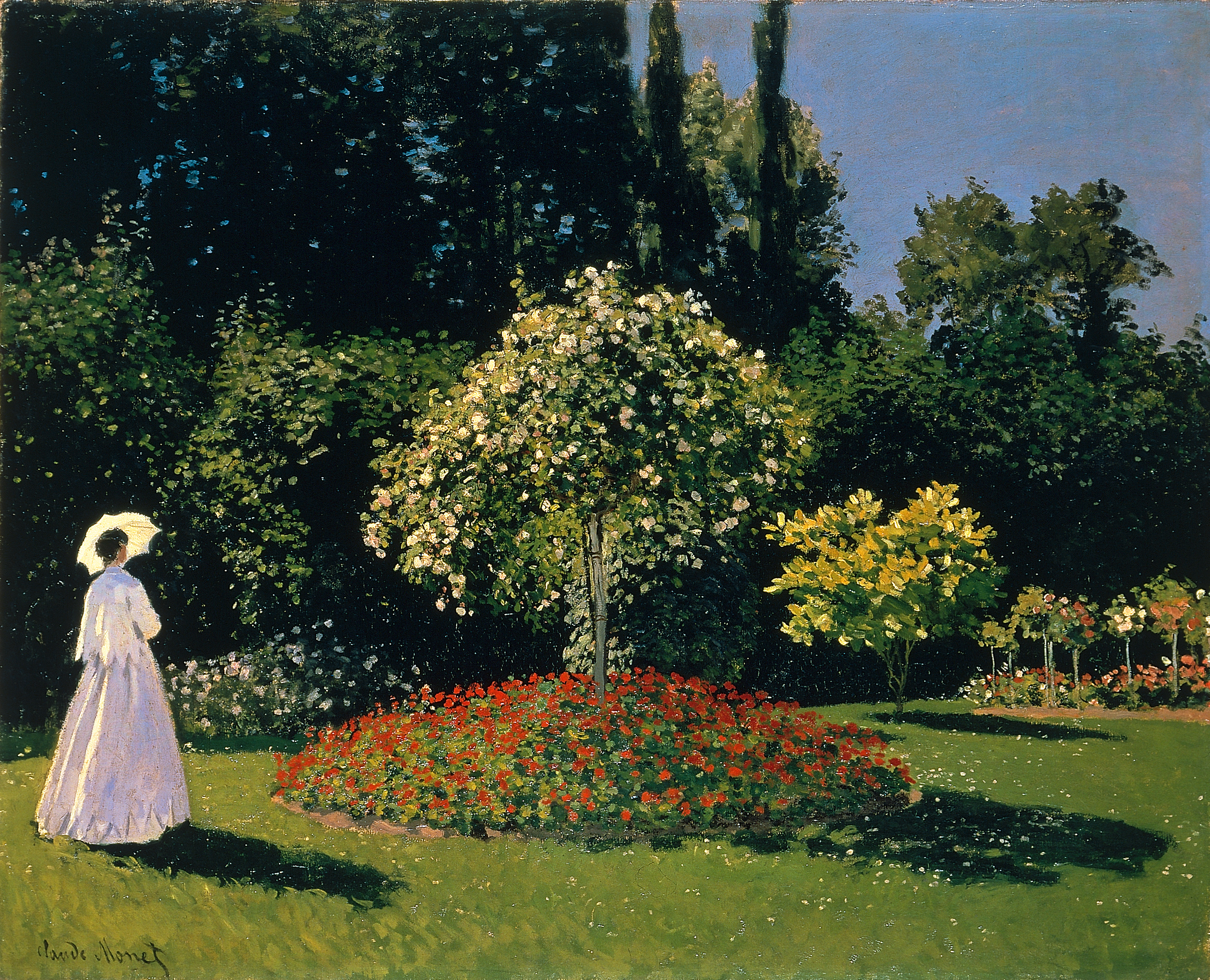
Claude Monet, Femeie în grădină, 1867

- A apărut primul număr al "Convorbirilor literare", organ de presă al "Junimii" – grupare politică și literară, condusă de Titu Maiorescu.
- Are loc, la Iași, premiera piesei Răzvan vodă, de B. P. Hașdeu, prima dramă istorică românească importantă.
- Dunărea Albastră a compozitorului Johann Strauss a fost prezentată în premieră la Viena, Austria.
- Édouard Manet pictează Execuția lui Maximilian.
- Henrik Ibsen scrie Peer Gynt.
- Jean-François Millet pictează l'Angélus.
- Mihai Eminescu publică, în "Familia", poemul Ce-ți doresc eu ție, dulce Românie.
- Premiera operei Don Carlos de Giuseppe Verdi, la Opera din Paris.
- Premiera operei Romeo și Julieta de Charles Gounod, la Théâtre-Lyrique din Paris.

## Nașteri
- 15 ianuarie: Maria Teresa de Bourbon-Două Sicilii (d. 1909)
- 29 ianuarie: Vicente Blasco Ibañez, scriitor spaniol (d. 1928)
- 3 februarie: Împăratul Meiji (n. Mutsuhito), al 122-lea împărat al Japoniei (d. 1912)
- 6 februarie: Dimitrie Voinov, biolog, zoolog, histolog, citolog român (d. 1951)
- 9 februarie: Natsume Sōseki, romancier japonez (d. 1916)

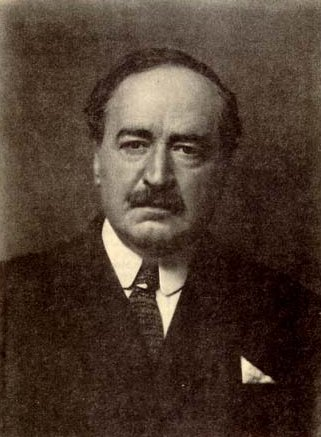
Vicente Blasco Ibañez, scriitor spaniol
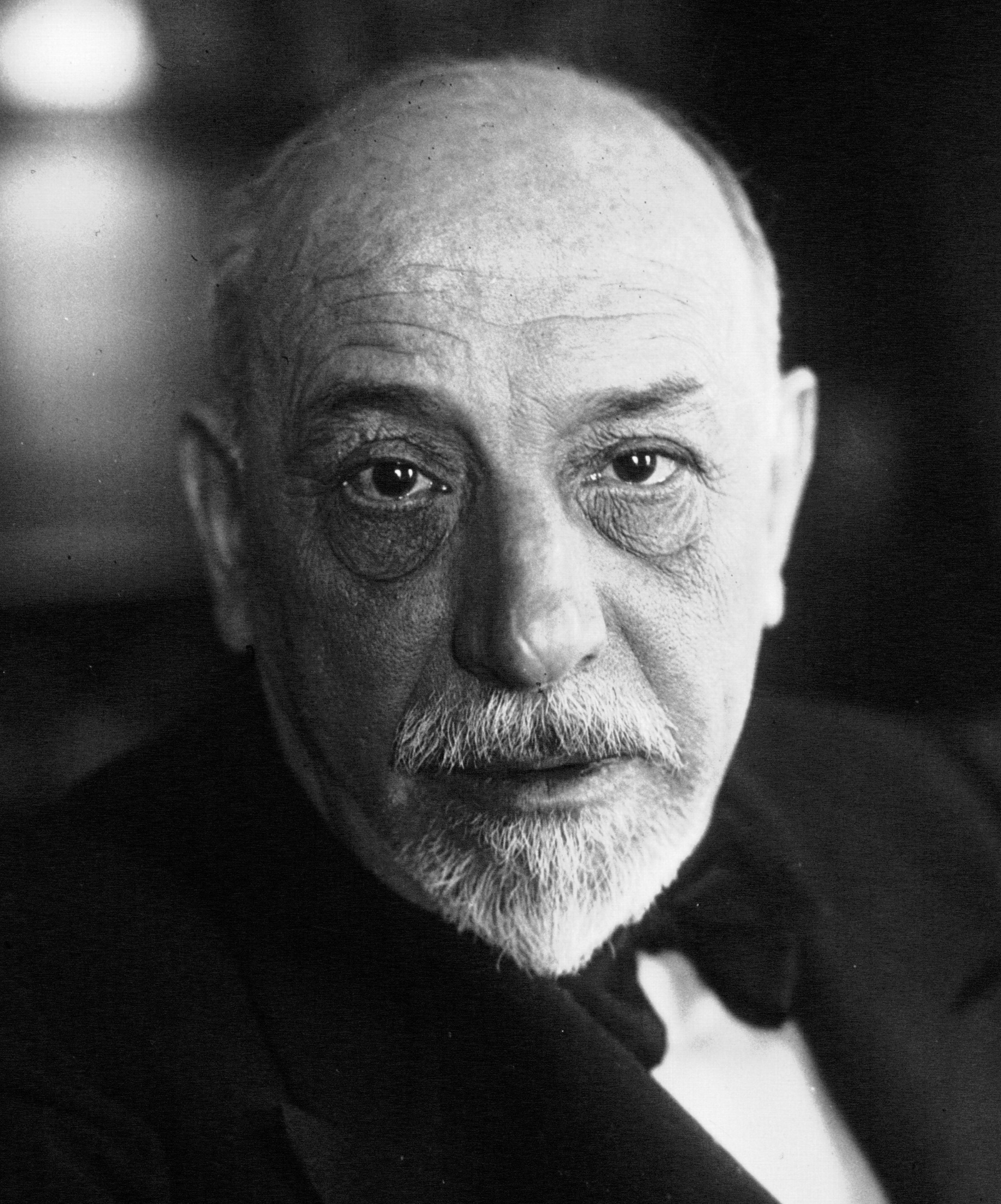
Luigi Pirandello, scriitor italian, laureat Nobel
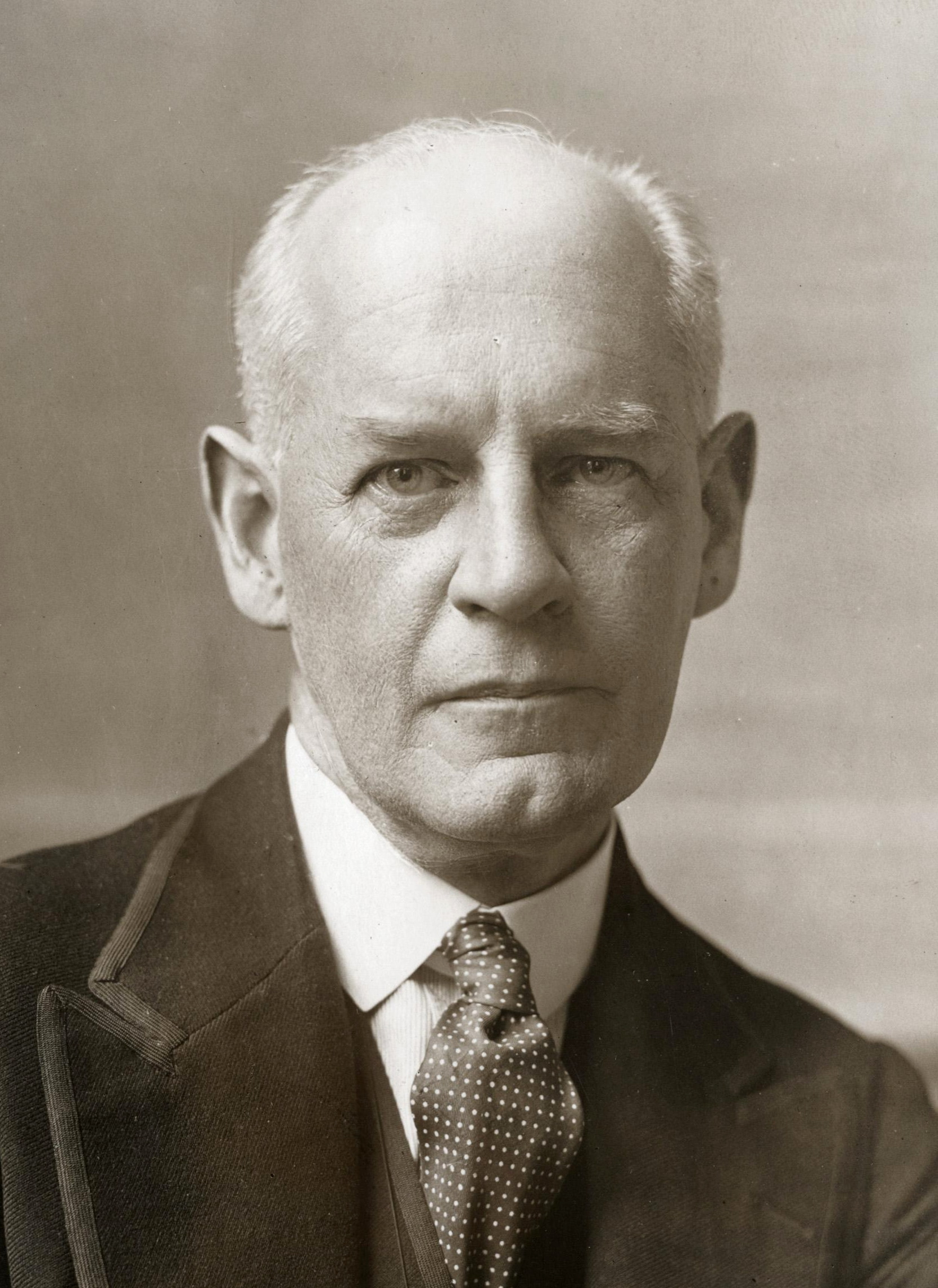
John Galsworthy, scriitor englez, laureat Nobel
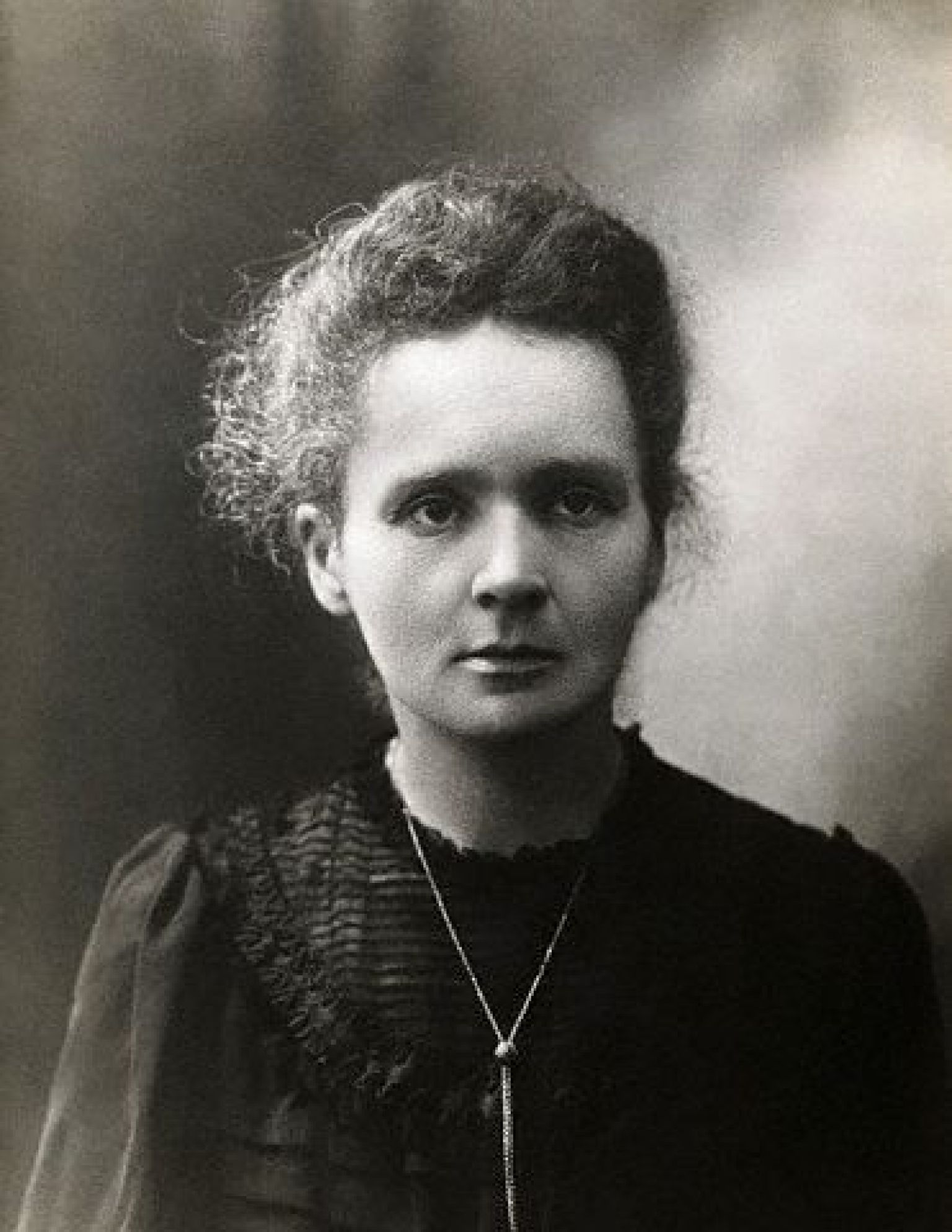
Marie Curie, om de știință francez, laureat Nobel

- 20 februarie: Louise a Marii Britanii, fiica regelui Eduard al VII-lea al Regatului Unit (d. 1931)
- 16 aprilie: Wilbur Wright, cel mai mare din Frații Wright, pionieri ai aeronauticii (d. 1912)
- 27 aprilie: Sarmiza Bilcescu-Alimănișteanu, prima română avocată, prima europeană licențiată în drept (d. 1935)
- 7 mai: Władysław Reymont, romancier și nuvelist polonez, laureat al Premiului Nobel (d. 1925)
- 26 mai: Mary de Teck, soția regelui George al V-lea al Regatului Unit (d. 1953)
- 31 mai: Prințesa Maria Josepha a Saxoniei (d. 1944)
- 4 iunie: Carl Gustaf Emil Mannerheim, militar și politician finlandez (d. 1951)
- 8 iunie: Frank Lloyd Wright, arhitect american (d. 1959)
- 14 iunie: Arhiducesa Maria Dorothea de Austria (d. 1932)
- 28 iunie: Luigi Pirandello, scriitor italian (d. 1936)
- 10 iulie: Prințul Maximilian de Baden, al 8-lea Cancelar al Germaniei (1918), (d. 1929)
- 14 august: John Galsworthy, scriitor englez (d. 1933)
- 15 septembrie: Petr Bezruč, poet ceh (d. 1958)

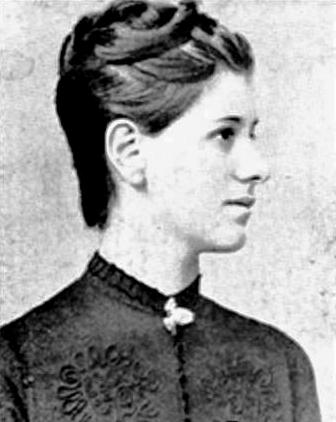
Sarmiza Bilcescu-Alimănișteanu, prima femeie din Europa licențiată în drept
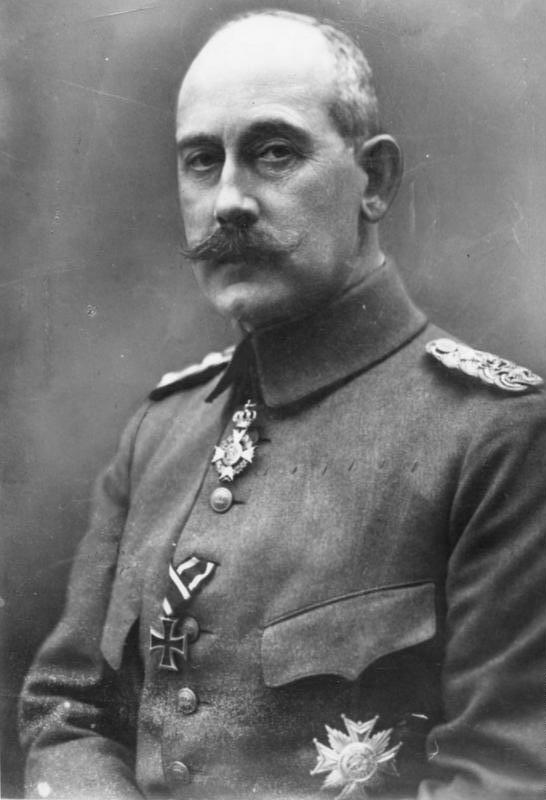
Prințul Maximilian de Baden, al 8-lea Cancelar al Germaniei
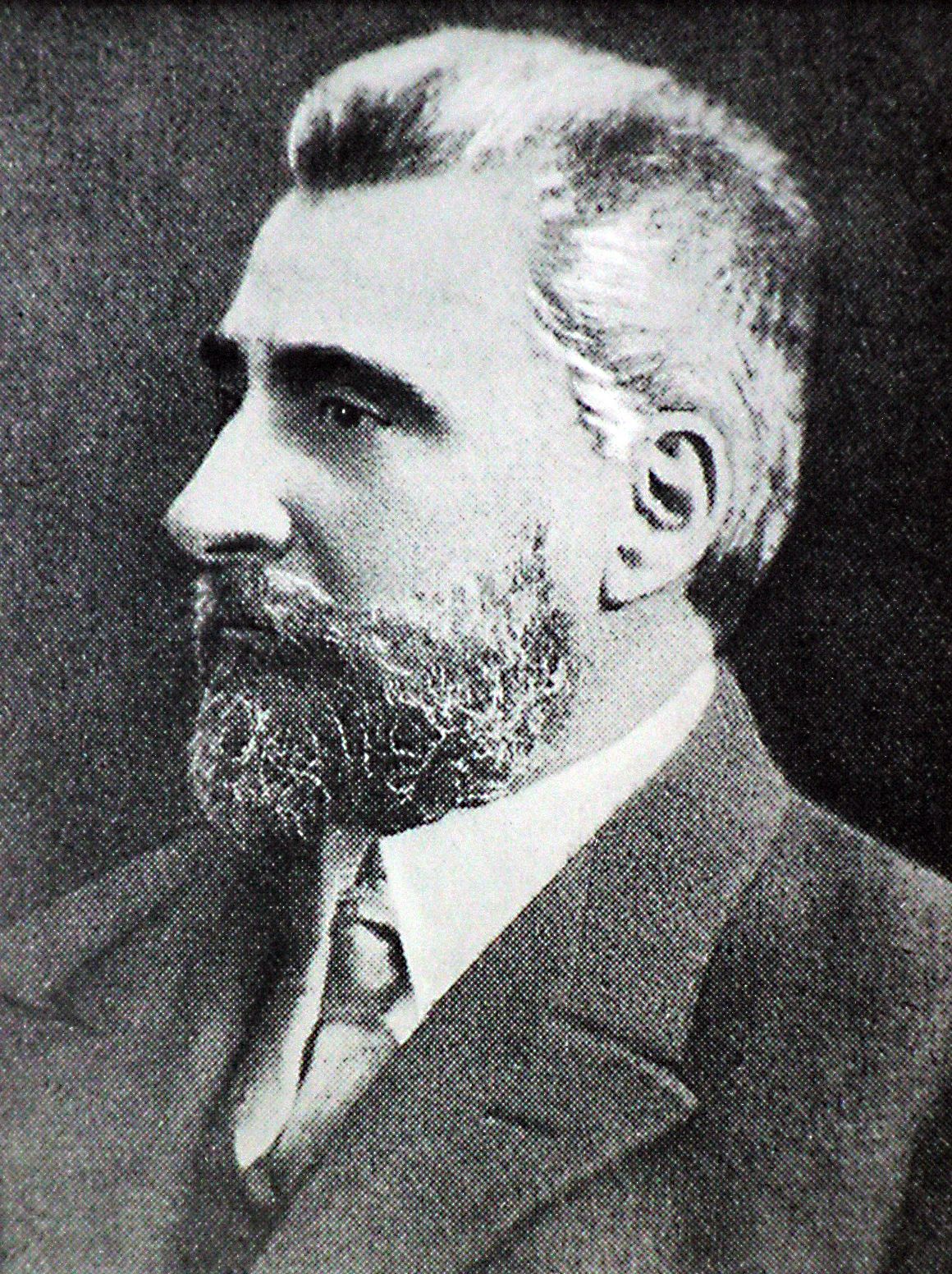
Vintilă I. C. Brătianu, prim-ministru al României

- 16 septembrie: Vintilă I. C. Brătianu, politician român, prim-ministru al României (1927-1928), (d. 1930)
- 29 septembrie: Walther Rathenau, industriaș, scriitor și politician liberal german (d. 1922)
- 7 noiembrie: Marie Curie (n. Maria Sklodowska), fiziciană și chimistă franceză de origine poloneză (d. 1934)
- 27 noiembrie: Grigore Antipa, biolog darvinist, zoolog, ihtiolog, ecolog, oceanolog și profesor universitar român (d. 1944)
- 5 decembrie: Józef Piłsudski, revoluționar și om de stat, primul șef de stat (1918-1922) și dictator al Poloniei (d. 1935)
- 6 decembrie: Prințul August Leopold de Saxa-Coburg-Kohary (d. 1922)
- 26 decembrie: Ádám Abet, scriitor, poet, jurnalist și traducător maghiar (d. 1947)

## Decese
- 14 ianuarie: Jean Auguste Ingres, 86 ani, pictor francez (n. 1780)
- 30 ianuarie: Împăratul Kōmei, 35 ani, al 121-lea împărat al Japoniei (n. 1831)
- 6 februarie: Teodor Aaron (Teodor Aron), 64 ani, cleric, pedagog și cărturar român (n. 1803)
- 19 februarie: Arhiducele Stephen, Palatin al Ungariei (n. Stephan Franz Viktor), 49 ani (n. 1817)
- 9 martie: Prințesa Sofia de Saxonia (n. Sophie Maria Friederike Auguste Leopoldine Alexandrine Ernestine Albertine Elisabeth), 21 ani (n. 1845)
- 13 martie: Louise Caroline de Hesse-Cassel, 77 ani, ducesă de Schleswig-Holstein-Sonderburg-Glücksburg (n. 1789)
- 6 iunie: Arhiducesa Matilda de Austria (n. Mathilde Marie Adelgunde Alexandra), 18 ani (n. 1849)
- 19 iunie: Maximilian I al Mexicului, 34 ani (n.Ferdinand Maximilian Joseph), împărat al Mexicului (1864-1867),  (n. 1832)
- 26 iunie: Maximilian Anton Lamoral, Prinț de Thurn și Taxis (n. Maximilian Anton Lamoral ), 35 ani (n. 1831)
- 28 iunie: Friedrich Günther, Prinț de Schwarzburg-Rudolstadt, 73 ani (n. 1793)

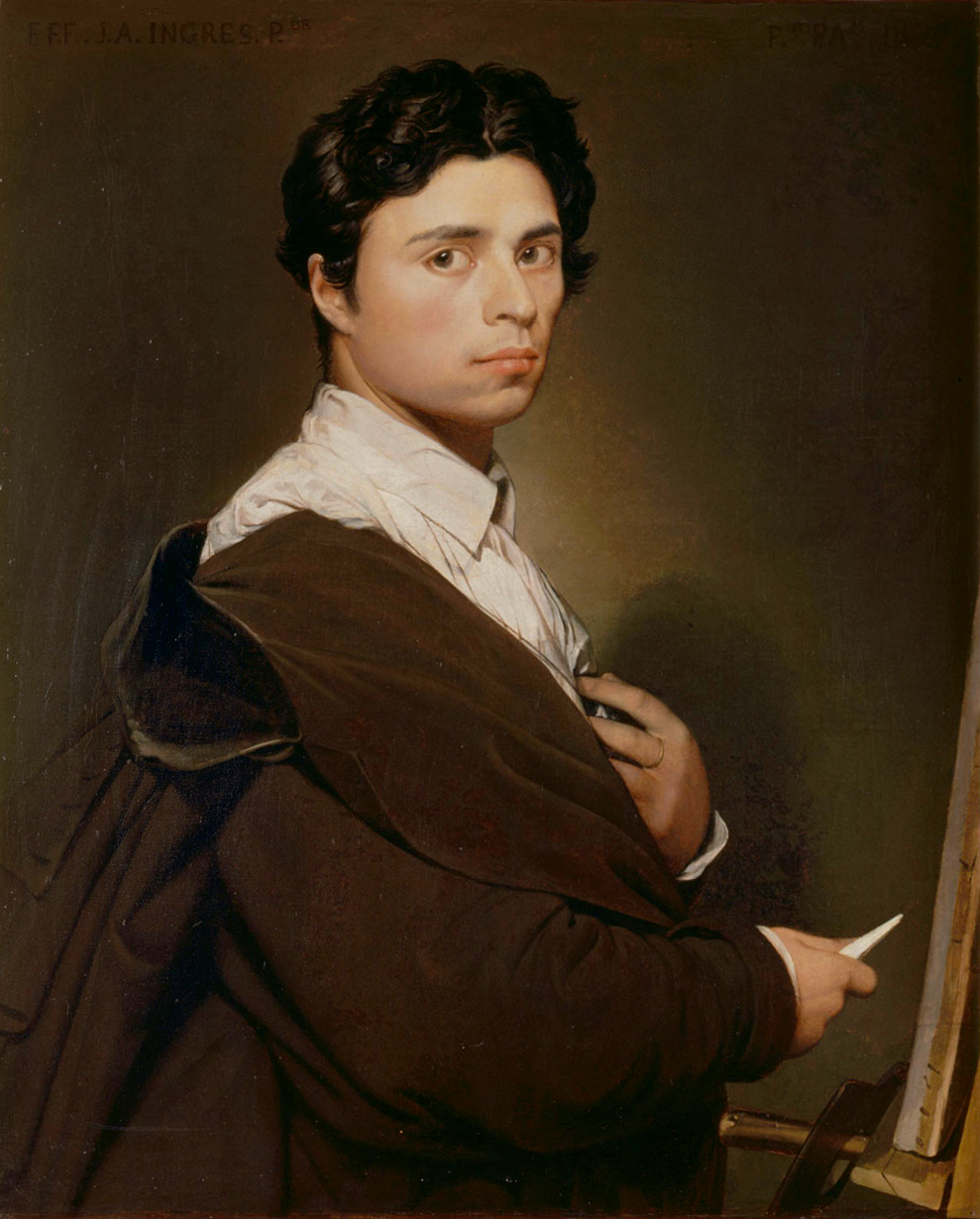
Jean Auguste Ingres, pictor francez
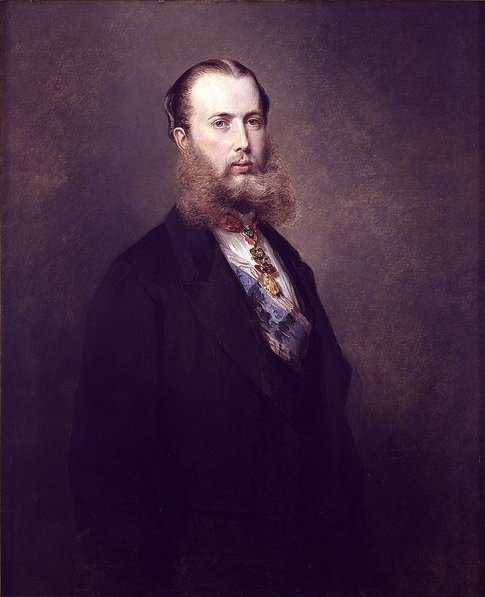
Maximilian I al Mexicului
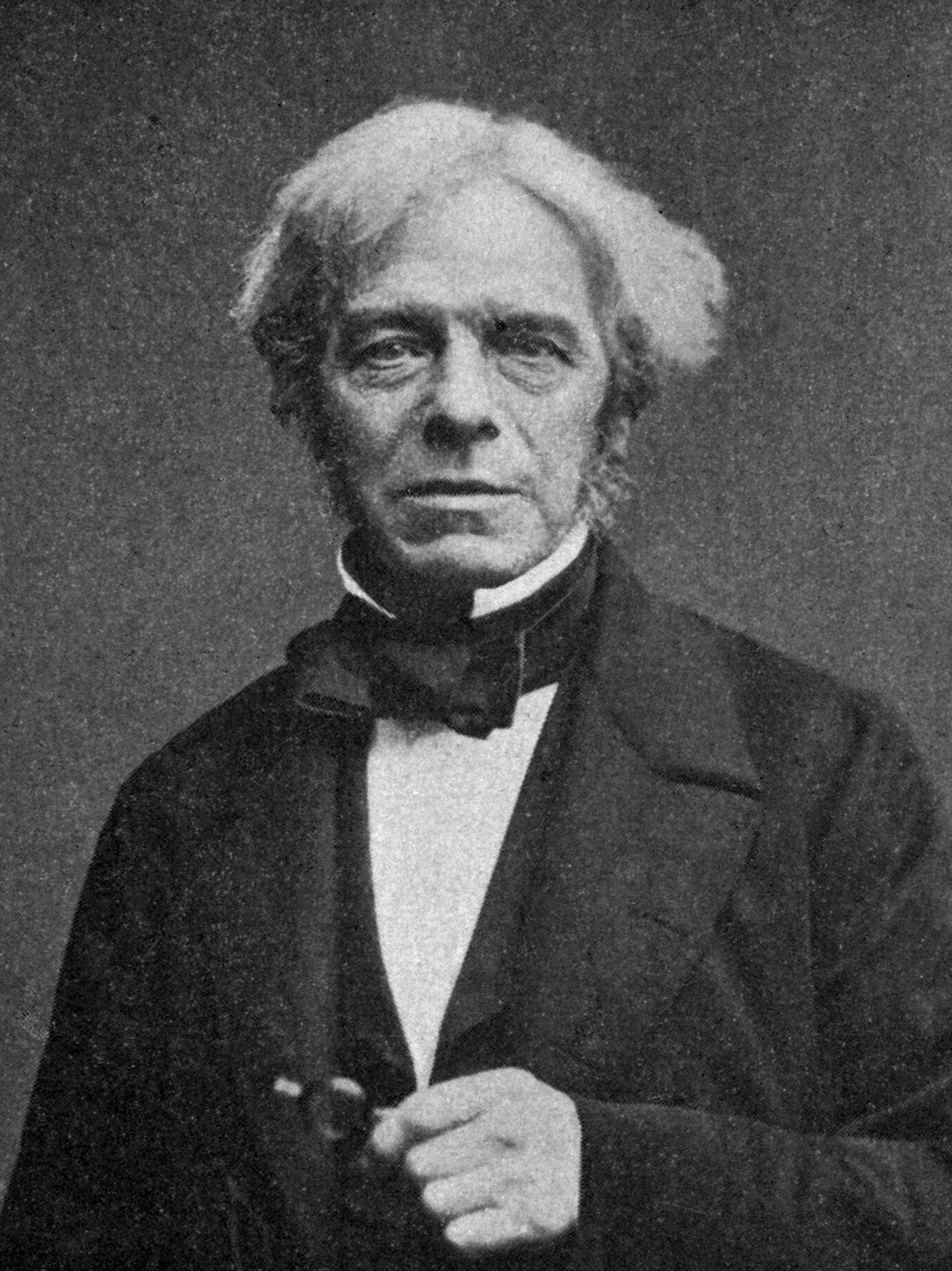
Michael Faraday, fizician englez
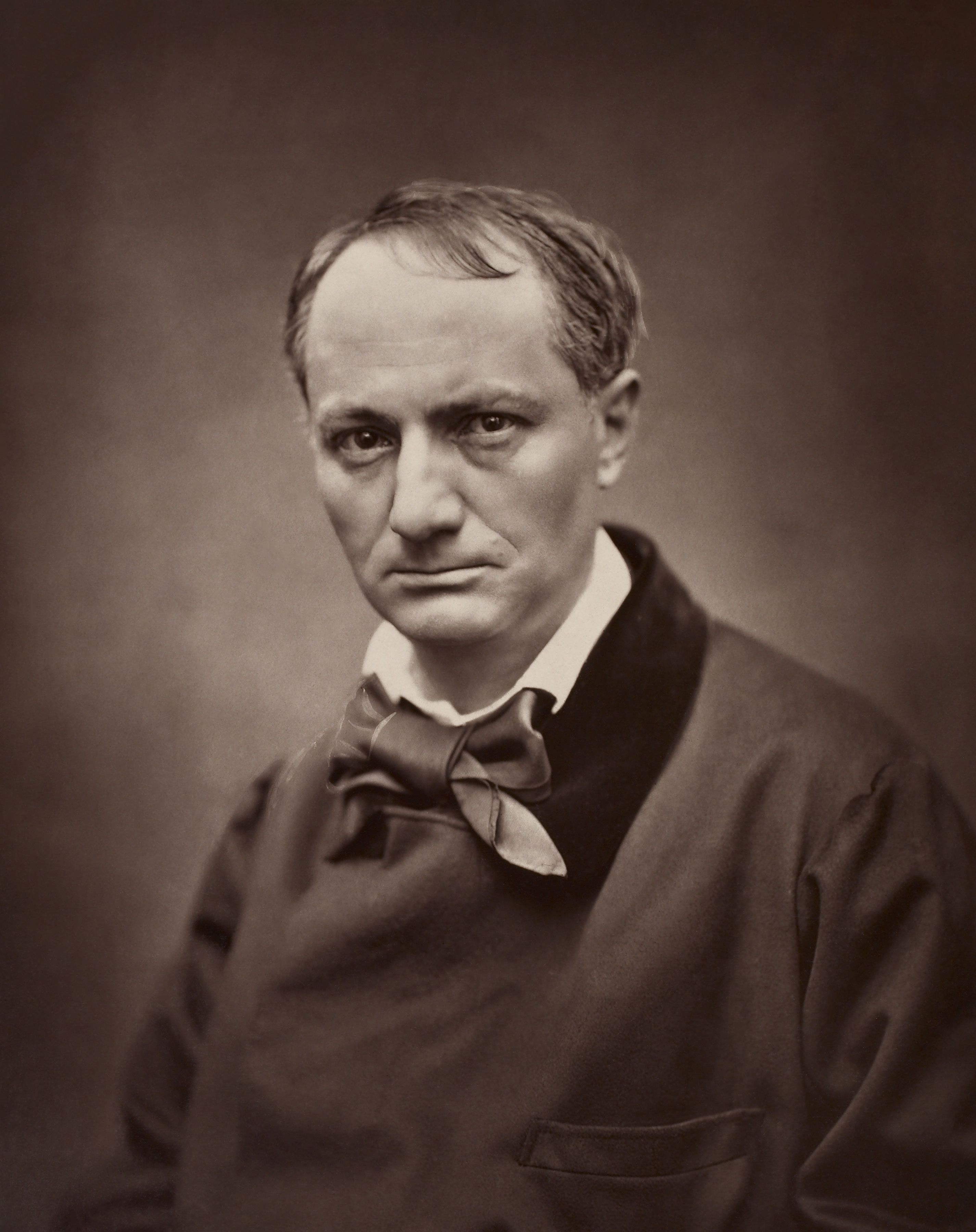
Charles Baudelaire, poet francez

- 13 iulie: Boldizsár Adorján, 47 ani, scriitor, poet și avocat maghiar (n. 1820)
- 26 iulie: Otto al Greciei (n. Otto Friedrich Ludwig von Bayern), 52 ani, primul rege al Greciei moderne (1832-1862), (n. 1815)
- 8 august: Maria Tereza de Austria (n. Maria Theresia Isabella), 51 ani (n. 1816)
- 25 august: Michael Faraday, 75 ani, chimist și fizician englez (n. 1791)
- 31 august: Charles Baudelaire (n. Charles-Pierre Baudelaire), 46 ani, poet francez (n. 1821)
- 5 septembrie: Wilhelm, landgraf de Hesse-Cassel, 79 ani (n. 1787)
- 22 decembrie: Théodore Rousseau (n. Pierre-Étienne-Théodore Rousseau), 55 ani, pictor francez (n. 1812)